# The Legal Wife
The Legal Wife es una serie de televisión filipina que se estrenó el 27 de enero de 2014 por ABS-CBN. Está protagonizada por Angel Locsin, Jericho Rosales, Maja Salvador y JC de Vera.

## Reparto

### Elenco principal
- Angel Locsin como Monica Santiago-de Villa[2]
- Jericho Rosales como Adrian de Villa[2]
- Maja Salvador como Nicole Esquivel[2]
- JC de Vera como Max Gonzales[2]

### Elenco secundario
- Christopher de Leon como Javier Santiago
- Rio Locsin como Eloisa Santiago
- Mark Gil como Dante Ramos
- Maria Isabel Lopez como Sandra de Villa
- Joem Bascon como Javy Santiago
- Ahron Villena como Jasper Santiago
- Janus del Prado como Bradley
- Matet de Leon como Rowena
- Frenchie Dy como Keri
- Gabriel Sumalde como Bunjoy de Villa

### Elenco de invitados

#### Extendida
- Bernard Palanca como Miguel Zapanta
- Vandolph Quizon como Samboy
- Pamu Pamorada como Trish de Villa
- Joe Vargas como Andrew de Villa
- Sonjia Calit como Gwen
- Yogo Singh como Thirdy Santiago
- Pinky Marquez como Emma Alvaro
- Michael Flores como Bob Rivera
- Thou Reyes como Jon
- Dionne Monsanto como Rhea
- Zeppi Borromeo como Anton
- Carla Humphries como Audrey
- Johan Santos como Vincent "Vince" Madriaga
- Leo Rialp como Eduardo "Gramps" Esquivel
- Odette Khan como Yaya Krising
- Jaime Fabregas como Leo Zapanta
- Jesse James Ongteco como Thirdy (joven)

#### Cameo
- Dang Cruz como Yaya Krising (joven)
- Menggie Cobarrubias como Jacob Santiago
- Ricardo Cepeda
- Eslove Briones como Jack
- Toby Alejar como Ronnie Estrella
- Bodjie Pascua como Uncle Judge
- Dianne Medina como Tanya Tamayo
- Darla Sauler como él mismo
- Raquel Monteza como Marissa Gonzales
- Niña Dolino como Digna
- Brent Javier como Marco de Leon

### Participaciones especiales
- Xyriel Manabat como Monica "Ikay" Santiago (joven)[5]
- Neri Naig como Eloisa Santiago (joven)[5]
- Matt Evans como Dante Ramos (joven)[5]
- James Blanco como Javier Santiago (joven)[5]
- Aaron Junatas como Javy Santiago (joven)
- Bugoy Cariño como Jasper Santiago (joven)
- Clarence Delgado como Samboy (joven)
- Casey da Silva como Nicole (joven)
- Liza Diño como Camilla Esquivel (joven)
- ??? como Adrian (joven)
- Bangs Garcia como Sandra (joven)
- Manuel Chua como Ronnie (joven)